# Hadrokirus martini
L'adrochiro (Hadrokirus martini) è un mammifero carnivoro pinnipede, appartenente ai focidi. Visse tra il Miocene superiore e il Pliocene inferiore (circa 7-5 milioni di anni fa) e i suoi resti fossili sono stati ritrovati in Perù.

## Descrizione
Questa foca doveva essere molto simile all'attuale foca leopardo (Hydrurga leptonyx), ed era dotata di un cranio lungo ma robusto. Le fauci, robuste e potenti, erano fornite di denti aguzzi, ma anche di denti che dovevano avere un'azione triturante. I muscoli masticatori e quelli del collo dovevano essere molto potenti, a giudicare dalle ossa del cranio e dal grado di sviluppo delle apofisi vertebrali.

## Classificazione
Descritto per la prima volta nel 2014, Hadrokirus martini è noto per fossili ritrovati nella famosa formazione Pisco, in Perù, in terreni risalenti alla fine del Miocene o all'inizio del Pliocene. Hadrokirus sembrerebbe essere stato una forma basale dei Lobodontini, un gruppo di foche molto specializzate, attualmente rappresentate da forme esclusive dell'Antartide. Sembra che i suoi più stretti parenti possano essere stati Piscophoca, nota negli stessi luoghi, e Homiphoca del Sudafrica.

## Paleoecologia
Il forte apparato masticatore, i potenti muscoli del collo e i denti robusti, alcuni dei quali mostrano rotture e un notevole grado di usura, suggeriscono che la dieta di Hadrokirus fosse durofaga, e includesse prede dal guscio duro come molluschi o echinodermi.